# سلطات الطيران المشتركة
سلطات الطيران المشتركة (Joint Aviation Authorities) اختصاراً (JAA) كانت هيئة مرتبطة بمؤتمر الطيران المدني الأوروبي  يمثلون السلطات التنظيمية للطيران المدني في عدد من الدول الأوروبية التي وافقت على التعاون في تطوير وتنفيذ معايير وإجراءات سلامة تنظيمية مشتركة. لم تكن هيئة تنظيمية، يتم تحقيق التنظيم من خلال السلطات الأعضاء. كانت موجودة منذ عام 1970 حتى تم حلها في عام 2009. يقع مقرها الرئيسي في هوفدورب بالقرب من مطار شيفول في هولندا.
أصدرت سلطات الطيران المشتركة متطلبات الطيران المشتركة (JAR)، التي تهدف إلى تحديد الحد الأدنى من متطلبات السلامة الجوية.
في تنفيذ ما يسمى بتقرير (FUJA)، دخلت سلطات الطيران المشتركة في مرحلة جديدة اعتبارًا من 1 يناير 2007. في هذه المرحلة الجديدة أصبح "JAA" السابق "JAA" T "(الانتقال). JAA يتألف T من مكتب اتصال (JAA LO) ومكتب تدريب (JAA TO). مكاتب (JAA LO) يقع في مباني الوكالة الأوروبية لسلامة الطيران ("اياسا") في كولونيا، ألمانيا.

## تاريخ
بدأت سلطات الطيران المشتركة كسلطات مشتركة لصلاحية الطائرات في عام 1970. كانت الأهداف الأصلية فقط هي إنتاج أكواد اعتماد مشتركة للطائرات الكبيرة وللمحركات من أجل تلبية احتياجات الصناعة الأوروبية والاتحادات الدولية (على سبيل المثال، إيرباص). بعد عام 1987، امتد عملها ليشمل العمليات والصيانة والترخيص ومعايير التصديق / التصميم لجميع فئات الطائرات.
أدى اعتماد اللائحة (EC) رقم 1592/2002 من قبل البرلمان الأوروبي ومجلس الاتحاد الأوروبي (EU) والتأسيس اللاحق لـ وكالة سلامة الطيران الأوروبية «اياسا» إلى إنشاء هيئة تنظيمية على مستوى أوروبا استوعبت معظم وظائف سلطات الطيران المشتركة (في الدول الأعضاء في «اياسا»). مع تقديم «اياسا»، أصبح بعض الأعضاء من خارج الاتحاد الأوروبي في سلطات الطيران المشتركة أعضاء غير مصوتين في «اياسا»، بينما تم استبعاد آخرين تمامًا من العملية التشريعية والتنفيذية. من بين الوظائف المنقولة، شهادة الأمان والنوع البيئي للطائرات والمحركات وقطع الغيار والاعتماد. تمت إضافة مسؤوليات إضافية لاحقًا بمرور الوقت.
في عام 2009، تم حل سلطات الطيران المشتركة. بقيت فقط منظمة التدريب، (JAA-TO).

## الدول الأعضاء في سلطات الطيران المشتركة

### من خارج الاتحاد الأوروبي
الأعضاء المرشحون المميزون بعلامة * (اعتبارًا من يناير 2008)
- ألبانيا*
- أذربيجان*
- البوسنة والهرسك
- جورجيا
- أيسلندا
- ليختنشتاين
- مقدونيا
- مولدوفا
- الجبل الأسود*
- موناكو
- النرويج
- صربيا*
- سويسرا
- تركيا
- المملكة المتحدة
- أوكرانيا*

### أعضاء الاتحاد الأوروبي
- النمسا
- بلجيكا
- بلغاريا
- كرواتيا
- قبرص
- جمهورية التشيك
- الدنمارك
- إستونيا
- فنلندا
- فرنسا
- ألمانيا
- اليونان
- هنغاريا
- أيرلندا
- إيطاليا
- لاتفيا
- ليتوانيا
- لوكسمبورغ
- مالطا
- هولندا
- بولندا
- البرتغال
- رومانيا
- سلوفاكيا
- سلوفينيا
- إسبانيا
- السويد

## روابط خارجية
- المرجع التاريخي لسلطات الطيران المشتركة
- موقع ويب منظمة تدريب سلطات الطيران المشتركة
- SKYbrary: النقطة المرجعية الوحيدة في شبكة المعرفة بسلامة الطيران